# Каріес (Айон-Орос)
Каріес (грец. Καρυές) — селище в Греції, у номі Айон Орос, офіційний духовний та світський адміністративний центр автономної православної області Афон.

## Історія
1283 року латинські хрестоносці у добу правління візантійського імператора Михайла Палеолога заволоділи горою Афон. Вони катували та зрештою повісили Протоса, вбили багатьох ченців. Ці монахи пізніше були визнані мучениками Православною Церквою, їх пам'ять вшановується щороку 5 грудня (для тих церков, які слідують традиційному для Грецької православної церкви Юліанському календарю, або 18 грудня — за григоріанським календарем).

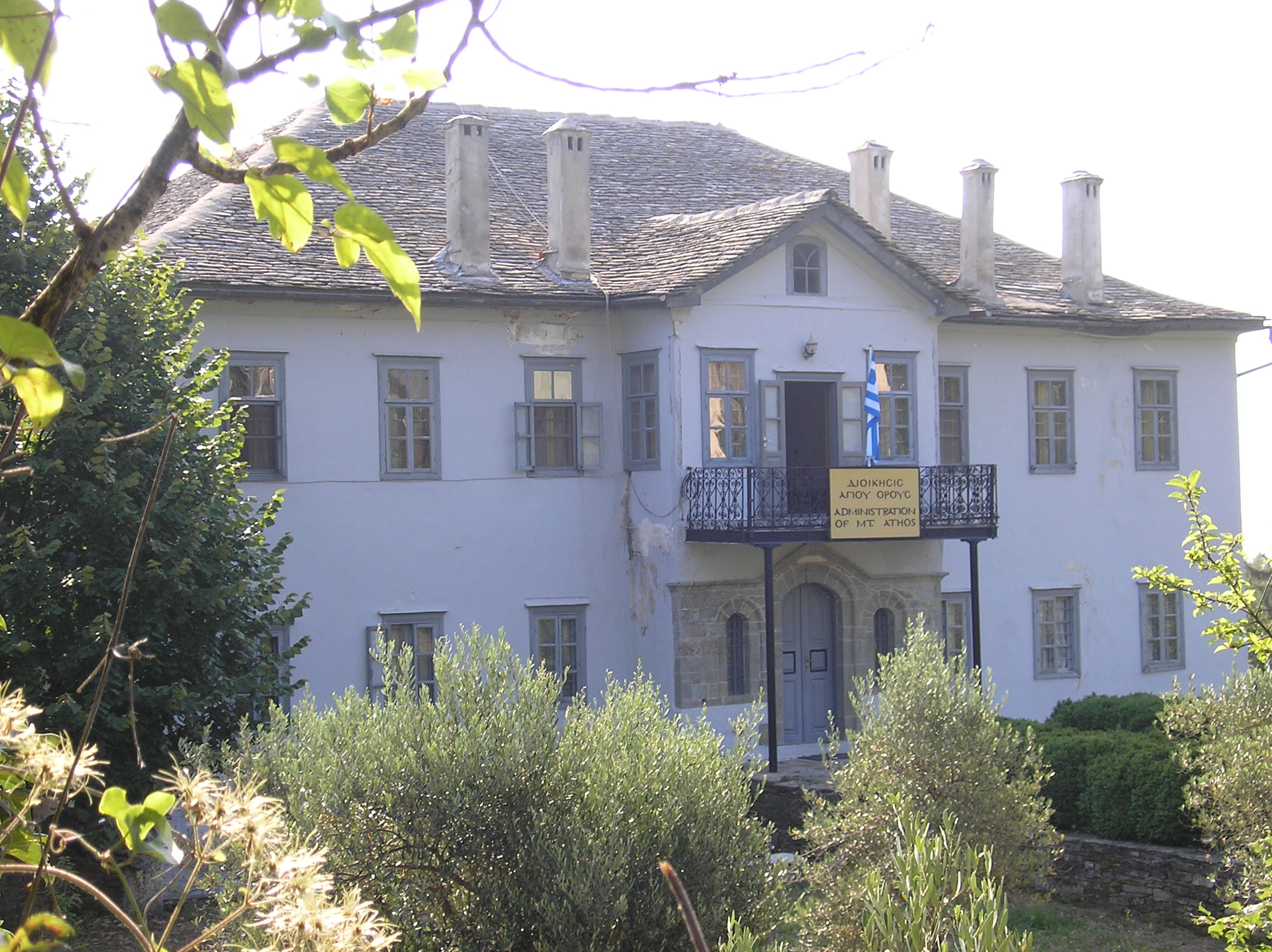
Адміністрація Афонської автономії в Каріесі

Нині у Каріесі знаходяться 19 представництв діючих монастирів (окрім Кутлумуша — через його безпосередню близькість до Каріеса) — подвір'я антипросопів, які називають «конаками» (грец. κονάκι). Головний храм, католікон, іменується Протатоном, адже є головним храмом Протоса — голови чернечої громади Афону. Це храм Успіння Богородиці, в якому перебуває одна з найшанованіших християнами ікон «Достойно єсть». На башті Прототону у спеціально облаштованій кімнаті міститься книгосховище, тут зберігається близько 120 манускриптів, в тому числі Трагос (грец. Τράγος) — перший Статут Святої гори від 972 року.